# Before the Dawn (film 2019)
Before the Dawn è un film del 2019 diretto da Jay Holben.

## Trama
Dopo il divorzio, l'insegnante Lila Kendy si trasferisce in una nuova città per cominciare una nuova vita. Nel liceo dove insegna Lila resta colpita dal potenziale di Jason, studente bello e tenebroso, e si offre di dargli lezioni private dopo la scuola. Col passare del tempo i due si innamoreranno l'uno dell'altra, ma questa relazione porterà a più complicazioni del previsto.

## Riconoscimenti
- 2019 - Actors Awards
  - Nomination Miglior attrice ad Alana de Freitas
- 2019 - American Film Award
  - Miglior film
- 2019 - Boston International Film Festival
  - Nomination Miglior film
- 2019 - European Independent Film Award
  - Miglior attrice ad Alana de Freitas
  - Miglior attore a Jared Scott
  - Nomination Miglior film
- 2019 - Focus International Film Festival
  - Miglior attore a Jared Scott
  - Miglior attrice ad Alana de Freitas
  - Miglior film
  - Nomination Miglior regia a Jay Holben
  - Nomination Miglior fotografia a Kaity Williams
  - Nomination Miglior montaggio a Ahsen Ali e Jay Holben
  - Nomination Best Sound Design a Bradly Clark
  - Nomination Best Score a Nami Melumad
  - Nomination Best Visual Effects a Navid Sanati e Jay Holben
  - Nomination Best Practical Effects a Jay Holben
  - Nomination Best Story a Alana de Freitas
- 2019 - International Independent Film Awards
  - Miglior attrice ad Alana de Freitas
- 2019 - LA Femme International Film Festival
  - Nomination Miglior film
- 2019 - Los Angeles Film Awards
  - Nomination Best Narrative Feature Film a Jay Holben
- 2019 - New York Film Awards
  - Nomination  Best Picture a Jay Holben
- 2020 - Gold Movie Awards
  - Nomination Miglior attrice ad Alana de Freitas
  - Nomination Miglior attore a Jared Scott
  - Nomination Miglior film
  - Nomination Miglior produzione ad Alana de Freitas, Jay Holben e Diane Foster
- 2020 - Los Angeles CineFest
  - Nomination Miglior film